# Borinka
Borinka é um município da Eslováquia, situado no distrito de Malacky, na região de Bratislava. Tem 15,79 km² de área e sua população em 2019 foi estimada em 821 habitantes.

## Demografia
| Ano:        | 1994 | 2004    | 2014    | 2024    |
| ----------- | ---- | ------- | ------- | ------- |
| Broj ljudi: | 426  | 512     | 732     | 904     |
| Razlika:    |      | +20,18% | +42,96% | +23,49% |

| Ano:               | 2023 | 2024   |
| ------------------ | ---- | ------ |
| Número de pessoas: | 915  | 904    |
| Diferença:         |      | -1,20% |